# Katia Shchókina
Yekaterina Shchókina (en ruso: Екатерина Щёкина; 18 de mayo de 1986), más conocida como Katia Shchókina (en ruso: Катя Щёкина) es una modelo rusa.

## Primeros años y carrera
Katia nació en 1986 en Perm, Rusia de padre ruso y madre Komi de ascendencia húngara. Los rumores de que su madre es de ascendencia somalí no son ciertos y Katia ha expresado que le ha traído muchas preocupaciones a través de su  carrera ya que asumió que se debía a su piel naturalmente bronceada. Sus padres son ambos blancos.
Shchókina ha aparecido en Vogue Italia, Vogue Paris y Harpers Bazaar, ha figurado en la portada de L'Officiel (Francia & Rusia). Además, ha realizado anuncios para Dolce & Gabbana, Adidas, Juicy Couture, Neiman Marcus, y Bergdorf Goodman. Ha desfilado para Givenchy, Alexander McQueen, La Perla, Etro, Oscar de la Renta, y Stella McCartney, como también para Victoria's Secret.
En 2008, después de graduarse, se casó y dejó el modelaje.